# Idaea barcearia
Idaea barcearia är en fjärilsart som beskrevs av Turati och Krüger 1936. Idaea barcearia ingår i släktet Idaea och familjen mätare. Inga underarter finns listade i Catalogue of Life.